# Ruanda nos Jogos Olímpicos de Verão de 1984
Ruanda competiu nos Jogos Olímpicos pela primeira vez nos Jogos Olímpicos de Verão de 1984 em Los Angeles, Estados Unidos.

## Resultados por Evento

### Atletismo
400 m masculino
- Faustin Butéra
  - Eliminatórias — 51.41 (→ não avançou)

800 m masculino
- Jean-Marie Rudasingwa

1.500 m masculino
- Jean-Marie Rudasingwa

400 m com barreiras masculino
- Faustin Butéra

1.500 m feminino
- Mariciane Mukamurenzi
  - Eliminatórias — 4:31.56 (→ não avançou)

3.000 m feminino
- Marie-Jane Mukamurenzi
  - Eliminatórias — 9.27.08 (→ não avançou)